# Oberscharführer

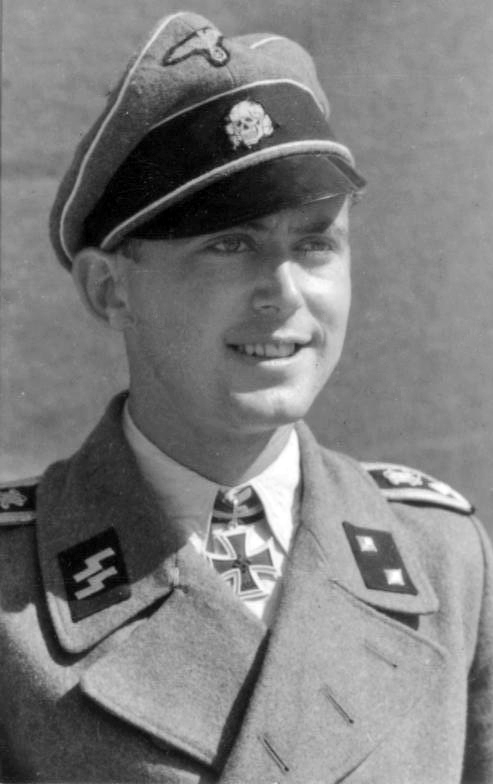
SS-Oberscharführer Kurt Sametreiter (1922–2017) i augusti 1943. Runt halsen bär han Riddarkorset av Järnkorset.

Oberscharführer var en paramilitär grad i Nazityskland. Den fanns både inom SA och SS.

## Oberscharführer i urval
- Erich Bauer
- Wilhelm Boger
- Kurt Bolender
- Franz Bürkl
- Karl Frenzel
- Heinrich Klaustermeyer
- Hermann Michel
- Rochus Misch
- Ernst Sander
- Josef Schwammberger
- Karl Silberbauer
- Gustav Wagner
- Josef Weiszl
- Kurt Wiese
- Otto Stadie

## Gradbeteckningar för Oberscharführer i Waffen-SS

Axelklaff
Kragspeglar
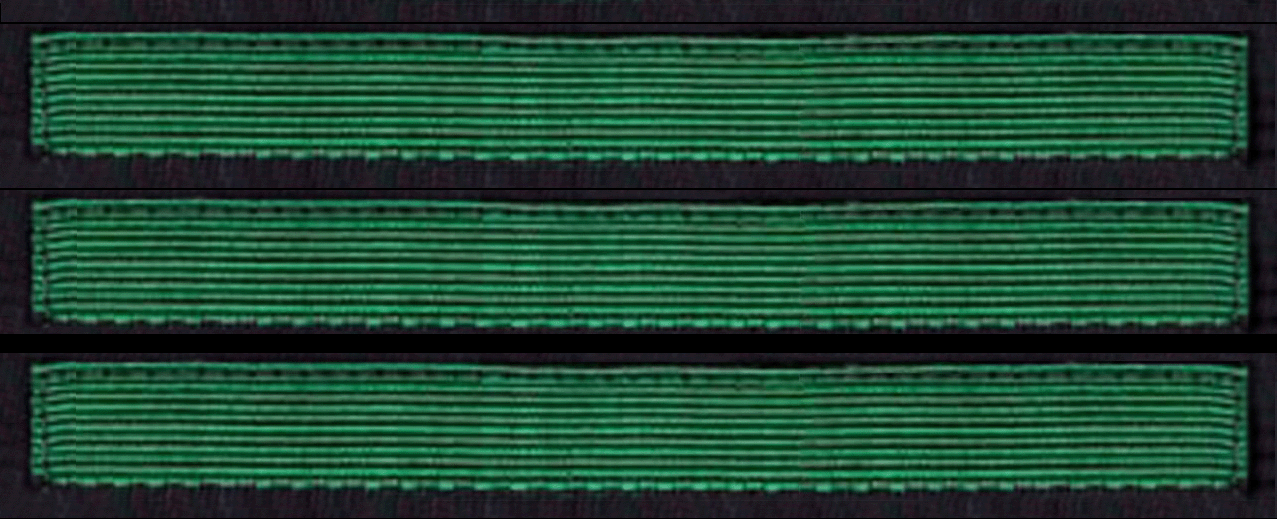
Kamouflage
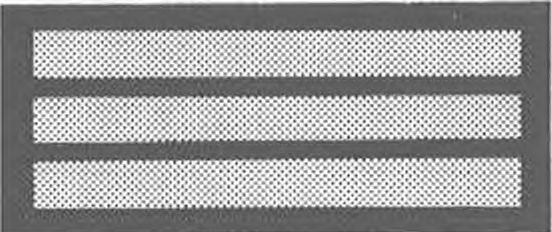
Kamouflage